# Kępno (Redzikowo)
Kępno (deutsch Kempen, kaschubisch Kãpnò) ist ein sehr kleines Dorf im Nordwesten der polnischen Woiwodschaft Pommern. Es gehört zur Gmina wiejska Redzikowo (Landgemeinde Reitz) im Powiat Słupski (Kreis Stolp).

## Geographische Lage
Kępno liegt 13 Kilometer nördlich von Słupsk und ist über Wrzeście (Freist) von der Woiwodschaftsstraße 213 aus zu erreichen. Bis 1945 bestand Bahnanschluss über die Station Karżcino (Karzin) an die Bahnstrecke Stolp–Zezenow der Stolper Bahnen. Heute ist der nächste Bahnhof der in Słupsk an den Bahnstrecken von Danzig nach Stargard sowie von Piła nach Ustka.

## Geschichte
Das frühere Kempen ist seit ehedem ein Vorwerk zu Freist (heute polnisch: Wrzeście) und diesem Dorf mit seiner Geschichte verbunden. Bis 1843 war Kempen über 400 Jahre lang im Besitz derer von Gutzmerow. Letzter Eigentümer vor 1945 war Wilhelm Anhalt, der auch auf dem Friedhof des Ortes seine letzte Ruhestätte fand. Wilhelm Anhalt war ab 1918 Herr auf Kempen. Er vergrößerte das Herrenhaus im Jahre 1923 und ließ in Kempen (wie auch in Freist) Tagelöhnerhäuser – feste Steinhäuser mit Stallungen und kleinen Gärten – bauen.
Kempen war neben Wassermühle eine Ortschaft in der Gemeinde Freist, die bis 1945 zum Landkreis Stolp im Regierungsbezirk Köslin der preußischen Provinz Pommern gehörte. Nach 1945 wurde der Ort polnisch und gehört heute zur Gmina Redzikowo im Powiat Słupski in der Woiwodschaft Pommern (1975–1998 Woiwodschaft Stolp). Kępno ist in das Schulzenamt Wrzeście eingegliedert.

## Kirche
Vor 1945 war die Bevölkerung von Kempen nahezu vollzählig evangelischer Konfession. Kirchdorf war Freist, das zum Kirchenkreis Stolp-Altstadt im Ostsprengel der Kirchenprovinz Pommern der Kirche der Altpreußischen Union gehörte.
Seit 1945 sind die meisten Einwohner von Kępno katholischer Konfession. Pfarrort ist nach wie vor Wrzeście. Die Pfarrei ist Teil des Dekanats Główczyce (Glowitz) im Bistum Pelplin der Katholischen Kirche in Polen. Hier lebende evangelische Kirchenglieder sind in die Kreuzkirchengemeinde in Słupsk (Stolp) in der Diözese Pommern-Großpolen der Evangelisch-Augsburgischen Kirche in Polen eingegliedert.

## Schule
Eine Schule bestand in Kempen vor 1945 nicht. Die Kinder besuchten die Volksschule in Freist.